# Namdong-gu
Namdong-gu là một quận của thành phố Incheon, Hàn Quốc. Namdong-gu là nơi đặt trụ sở chính của Cảnh sát Thành phố Incheon , Khu liên hiệp công nghiệp Namdong, và trường Y tế Gachon.

## Hành chính

Phân cấp hành chính

- Guwol 1 -4 Dong
- Ganseok 1 -4 Dong
- Mansu 1 -6 Dong
- Nonhyeon-dong
- Jangsu-Seochang Dong
- Nonhyeon-Gojan Dong
- Namchon-Dorim Dong